# J. R. Tolkien
La J. R. Tolkien es una elegante goleta de velacho de dos palos y 42 metros de eslora, de bandera holandesa. Tiene su registro en el puerto de Ámsterdam, aunque en su uso como yate de recreo y para pequeños cruceros por el mar del Norte y el Báltico suele partir del puerto de Kiel, en el que radica la empresa propietaria Van der Rest Sail Charter. Se le impuso el nombre que exhibe por el escritor británico de literatura fantástica J. R. R. Tolkien.

## Historia

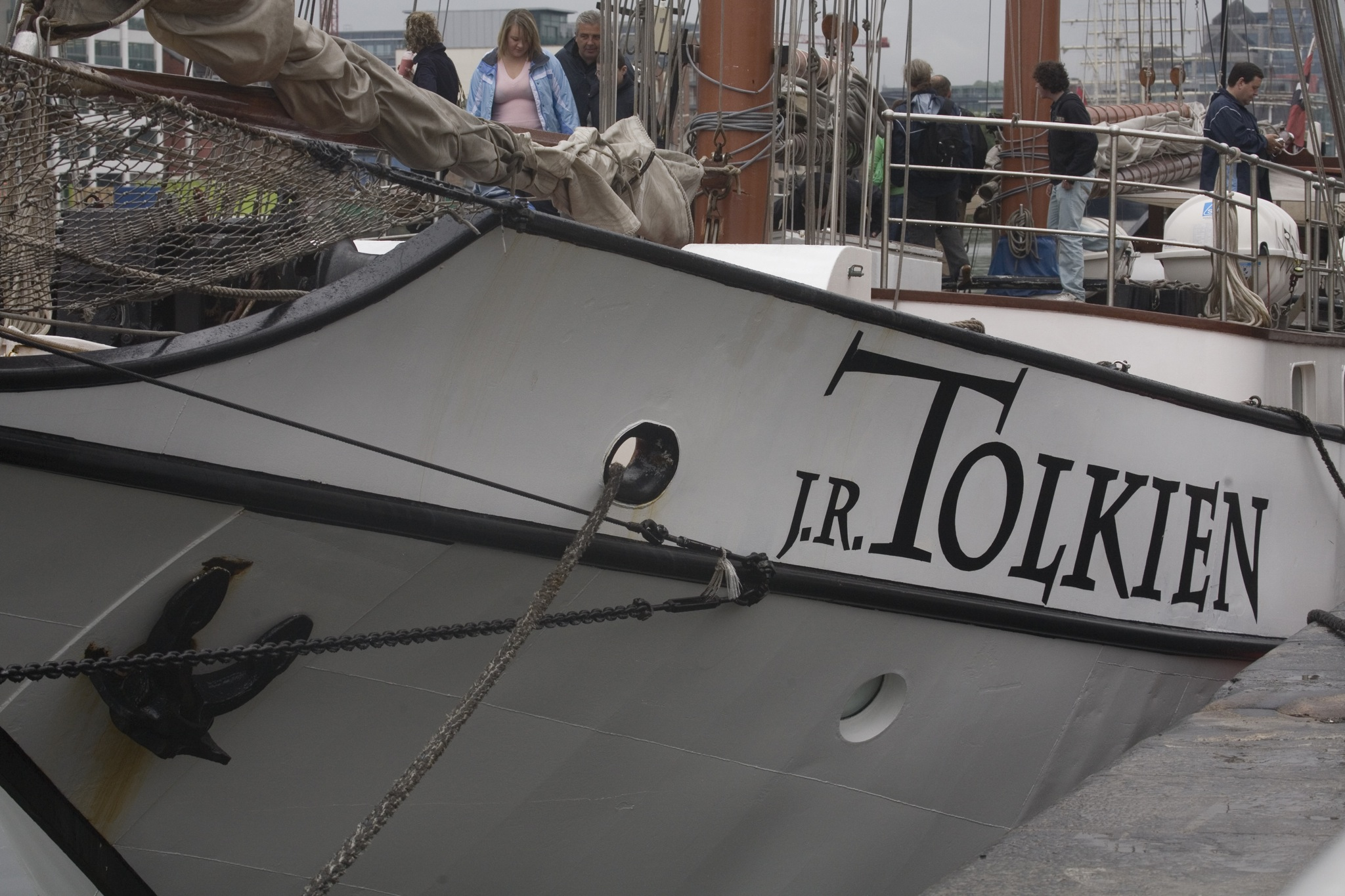
La J. R. Tolkien en Dublín (2007).

Fue construida en los astilleros Edgar-André-Werft de Magdeburgo, en la República Democrática Alemana, en 1964. Su sistema de propulsión original era diésel-eléctrico, con dos motores diésel que suministraban potencia a uno eléctrico. Se trató en su tiempo de un proyecto prestigioso y de un alarde técnico de la Alemania Democrática. Actuó en el mar Báltico como remolcador Dierkow con bandera de la RDA y base en el puerto de Rostock hasta 1994, tras la caída del muro de Berlín.
Sin embargo, en aquel momento el barco ya era muy deficiente para su uso: el sistema de propulsión tenía una eficiencia energética reducida y era muy ruidoso, era difícil encontrar repuestos y era necesaria más tripulación que en buques más modernos. En 1995 se encontraba en Róterdam, cuando la empresa propietaria quebró, oportunidad que aprovechó su actual propietario, Jaap van der Rest, para adquirirlo. Entre 1995 y 1998 fue transformada en el barco de lujo que es ahora, desmantelando el viejo sistema de propulsión y sustituyéndolo por la arboladura de goleta. Desde entonces opera habitualmente desde Kiel en el Báltico y el mar del Norte, para la compañía de cruceros de Van der Rest, que dispone de esta goleta y del bergantín de tres palos Loth Loriën.

## Características actuales
La goleta de velacho J. R. Tolkien desplaza 139 toneladas. Su casco es de acero, de 41,70 metros de eslora, 7,80 m de manga, 36,00 m de quilla y 3,20 m de puntal.
Está arbolada con dos mástiles de 32 m de altura que soportan 628 m² de velamen. Como propulsión complementaria dispone de un motor Caterpillar de 365 HP.
Para su uso actual de barco de recreo dispone de 11 camarotes con ducha y baño, capaces para 32 pasajeros (10x3 + 1x2), y un salón para 50 comensales. Sin embargo, puede ser empleada para excursiones de un día por grupos de entre 20 y 90 pasajeros.

## Referencias

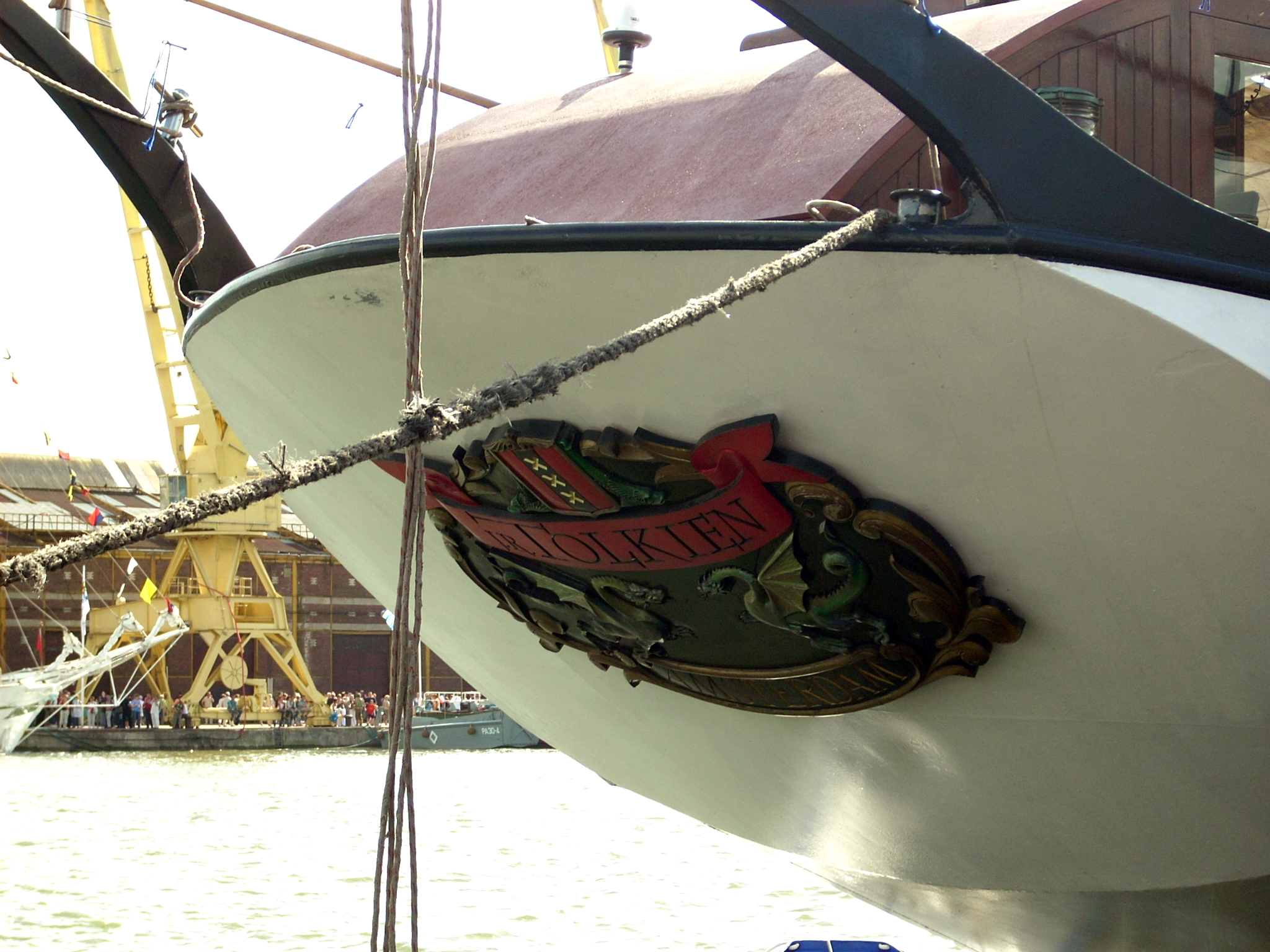
Mascarón de popa de la J. R. Tolkien, en Rouen durante la Armada de 2008.